# Gounga
Gounga est une localité située dans le département de Boulsa de la province du Namentenga dans la région Centre-Nord au Burkina Faso. 

## Géographie
Gounga est localisé à 5 km à l'ouest de Boulsa.

## Économie
L'économie du village repose sur l'agro-pastoralisme.

## Éducation et santé
Le centre de soins le plus proche de Gounga est le centre de médical avec antenne chirurgicale (CMA) de la province à Boulsa.
Gounga possède une école primaire publique.